# Khoang Xanh
Khoang Xanh là một khu du lịch sinh thái thuộc xã Vân Hòa, huyện Ba Vì, Hà Nội. Khoang Xanh nằm ở sườn phía đông của núi Ba Vì, trong một khu vực có rừng nguyên sinh, cách thủ đô Hà Nội khoảng 60 km về phía tây bắc, gần Sơn Tây. Khu du lịch này bao gồm các phân khu: Khu Công viên nước Suối Tiên, Khu nhà hàng, khách sạn phục vụ ăn uống nghỉ ngơi và tắm nước nóng, Lội suối tham quan thác và rừng. Lội suối thuộc một khu vực khoảng 200 ha rừng nguyên sinh và có trên 2 km suối tự nhiên.
Vùng đất này khi xưa khá hẻo lảnh, tuy nhiên vào 1 ngày đẹp trời mảnh này đã dc 1 người nông dân tìm được. Đó là ông Phan Thế Hiệp, sau khi phát tích ra vùng đất này ông Hiệp đã báo lên cho BQL Du Lịch Ba Vì và dự án này đã dc nhà thầu Vinaconex đứng tên Phạm Xuân Hiếu đầu tư vào và rót vào đây số vốn lên đến hàng trăm tỉ đồng.
Khoang Xanh Suối Tiên đã xác lập kỷ lục về Bể bơi nước khoáng lớn nhất Việt Nam do Trung tâm sách kỷ lục Việt Nam cấp năm 2012. Trong Trung tâm nước suối khoáng nóng (Ảnh 4) du khách có thể tắm xông hơi (có mùi sả), tắm và bơi trong bể nước nóng (dài 50 m, rộng 24 m, nhiệt độ khoảng 40 độ, nguồn nước nóng từ trong lòng đất), tắm dưới thác nước nóng, tắm bùn.
Số lượng du khách tham quan nghỉ dưỡng tại khu du lịch này tăng khoảng 15% mỗi năm.

## Thư viện

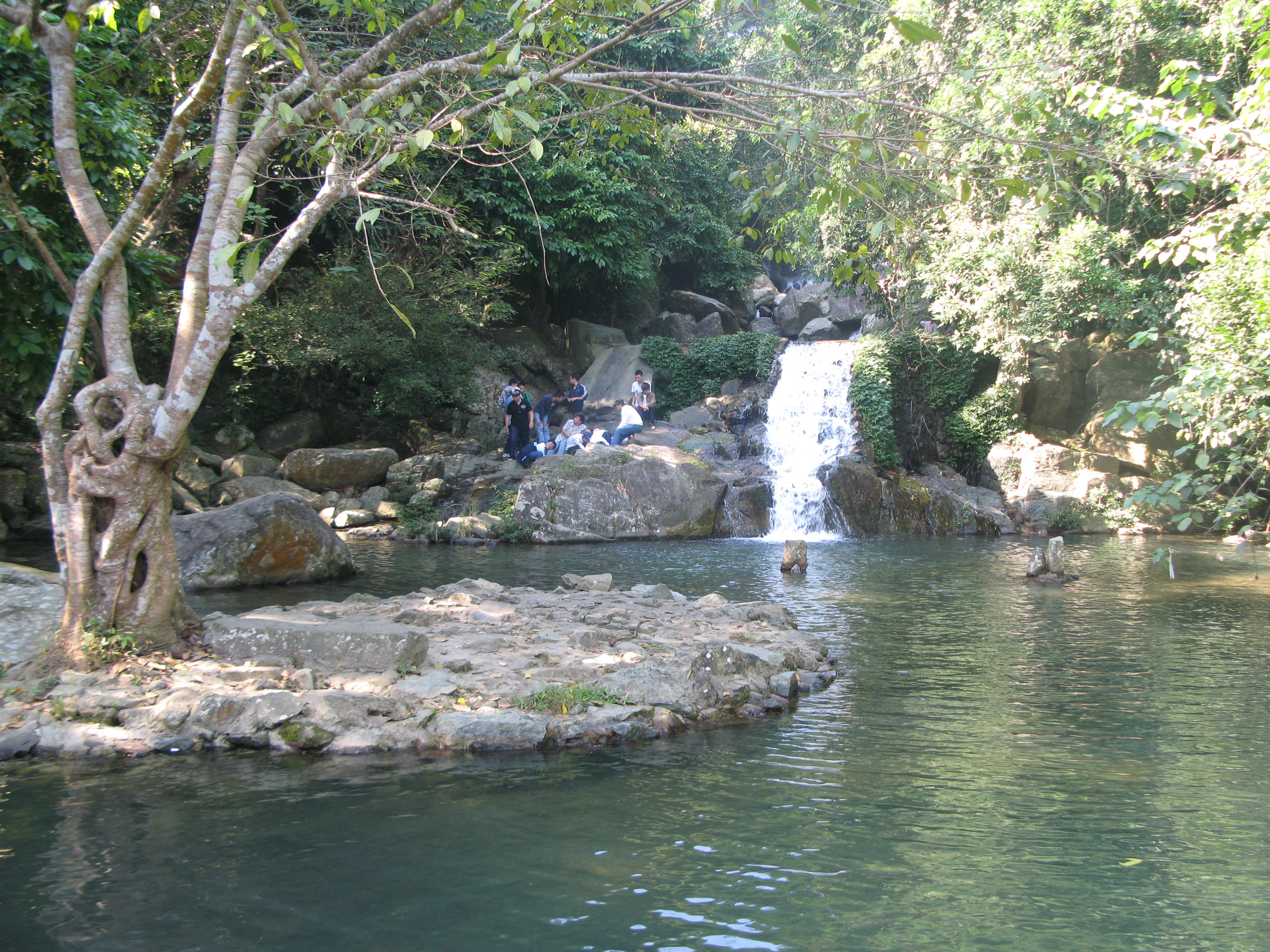
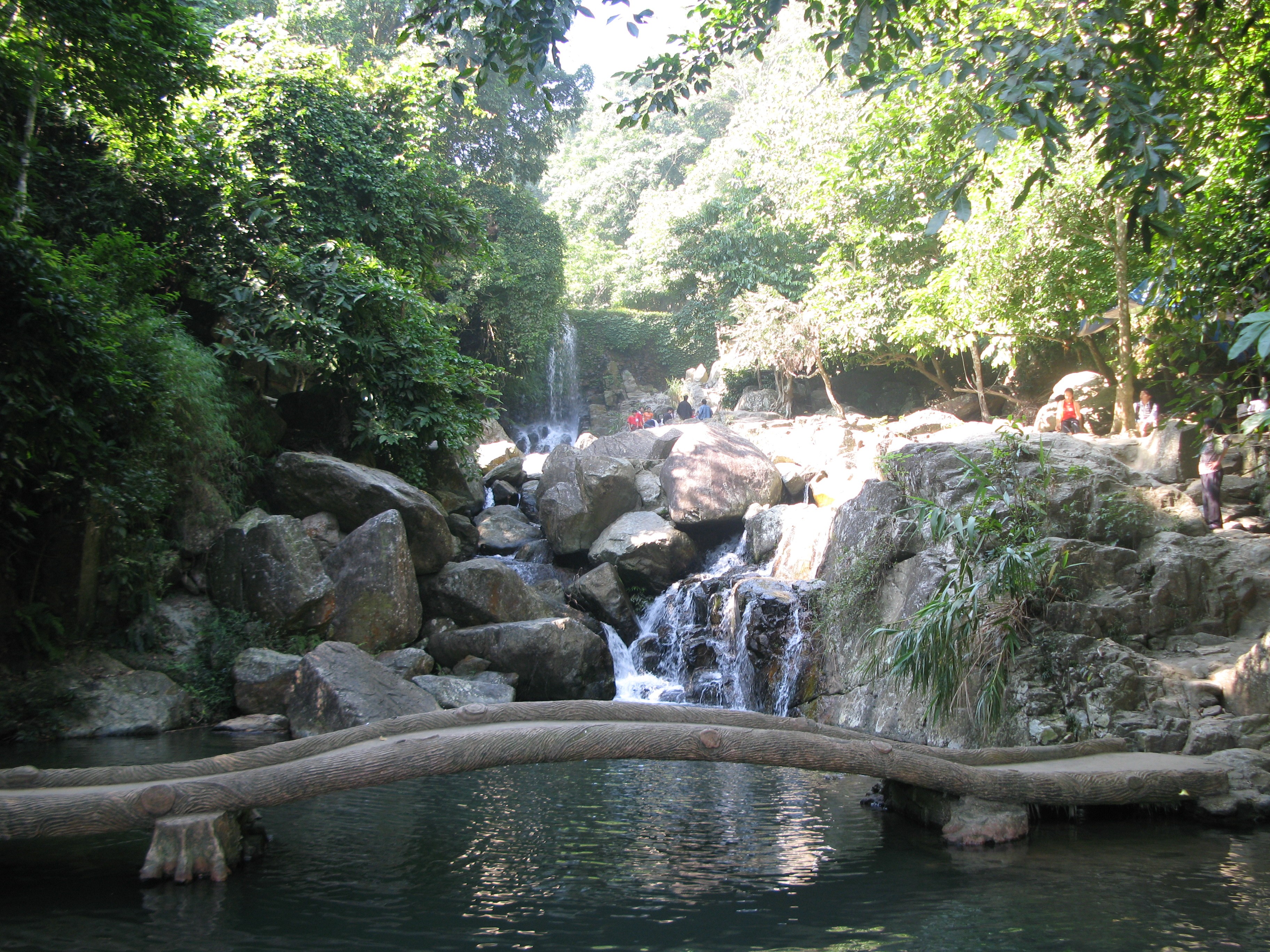
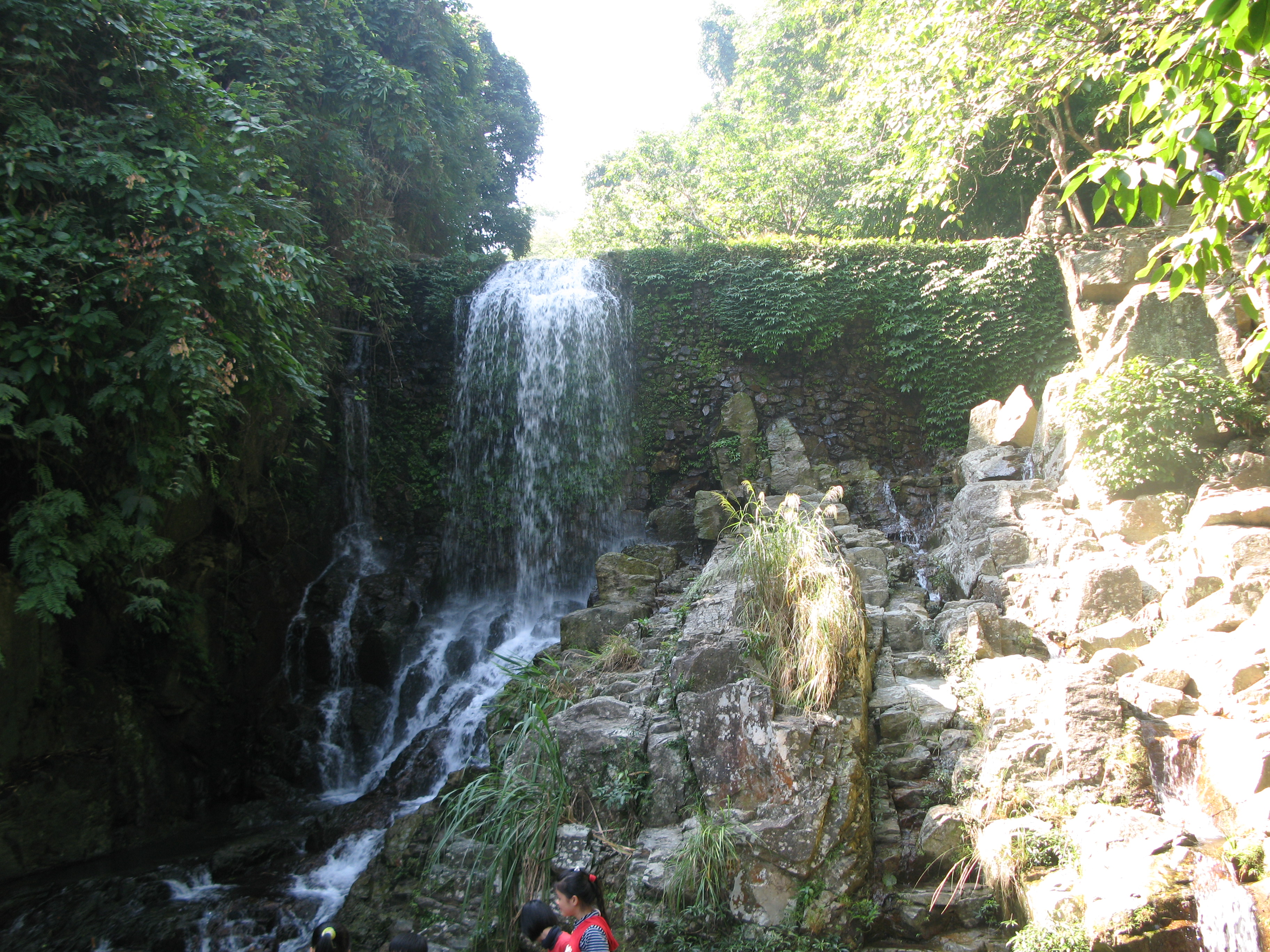
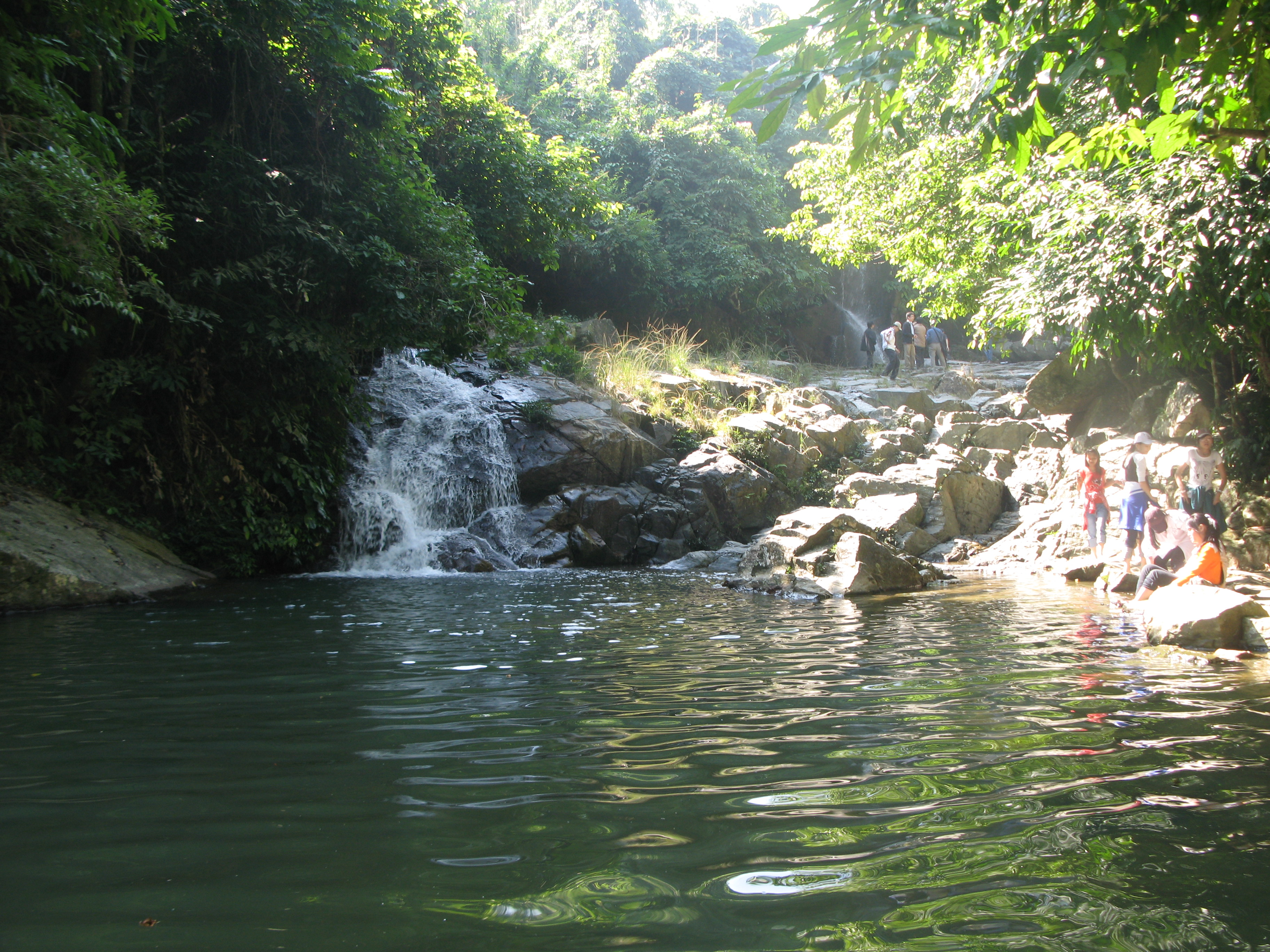